# كريستيان بينيتيز
كريستيان روجيليو بينيتيز بيتانكورت (بالإسبانية: Christian Benítez) أو 'تشوتشو' كما يلقب (مواليد 1 مايو 1986 في كويتو - الإكوادور) كان لاعب كرة قدم إكوادوري الذي لعب كمهاجم في صفوف نادي الجيش القطري في دوري نجوم قطر ، توفي اللاعب يوم 29 يوليو,2013.

## مسيرته الكروية
لعب كريستيان بينيتيز خلال مسيرته الاحترافية مع 4 أندية في عشرة مواسم وسجل خلالها 124 هدف ضمن 257 مباراة. ولم يفز بأي موسم بالكأس وفاز في أربعة مواسم بالدوري.
خاض كريستيان بينيتيز مسيرته مع نادي ديبورتيفو إل ناسيونال في موسم 2004 ليلعب معه أربعة مواسم، مشاركًا في 83 مباراة سجل خلالها 29 هدفًا. ثم انتقل إلى نادي سانتوس لاغونا في موسم 2007–08 في المرة الأولى ولمدة موسمين ثم في موسم 2010–11 لمدة موسم واحد، حيث شارك طوالها في 79 مباراة سجل خلالها 47 هدفًا. لينتقل بعدها إلى نادي برمنغهام سيتي في موسم 2009–10 لمدة موسم واحد، مشاركًا في 30 مباراة سجل خلالها 3 أهداف. ثم انتقل إلى نادي أمريكا في موسم 2011–12 ولمدة موسمين، مشاركًا في 65 مباراة سجل خلالها 45 هدفًا.

## روابط خارجية
- كريستيان بينيتيز على موقع قاعدة بيانات كرة القدم.إي يو (الإنجليزية)
- كريستيان بينيتيز على موقع ناشيونال فوتبول تيمز (الإنجليزية)
- كريستيان بينيتيز على موقع Soccerbase.com (لاعب) (الإنجليزية)
- كريستيان بينيتيز على موقع Soccerway.com (الإنجليزية)
- كريستيان بينيتيز على موقع عالم كرة القدم.نت (الإنجليزية)
- كريستيان بينيتيز على موقع كووورة